# Castor de Apt
Castor de Apt foi um bispo de Apt na antiga província romana da Gália.

## Biografia
Era possivelmente irmão de São Leôncio de Fréjus. Castor era advogado e casara-se com uma rica viúva. Morava em Marselha. Sua esposa, entretanto, permitiu-lhe ingressar na vida religiosa, ela própria entrando para um convento. Castor fundou o monastério de Manauque (Monanque), na Provença. Foi feito, depois, bispo de Apt. Morreu de causas naturais.
São João Cassiano escreveu sua obra De institutis coenobiorum a pedido de Castor.

## Orago
Sua festa é em 2 de setembro. Suas relíquias estão preservadas na catedral de Apt, da qual ele é um dos patronos.